# Электромагнитная катапульта

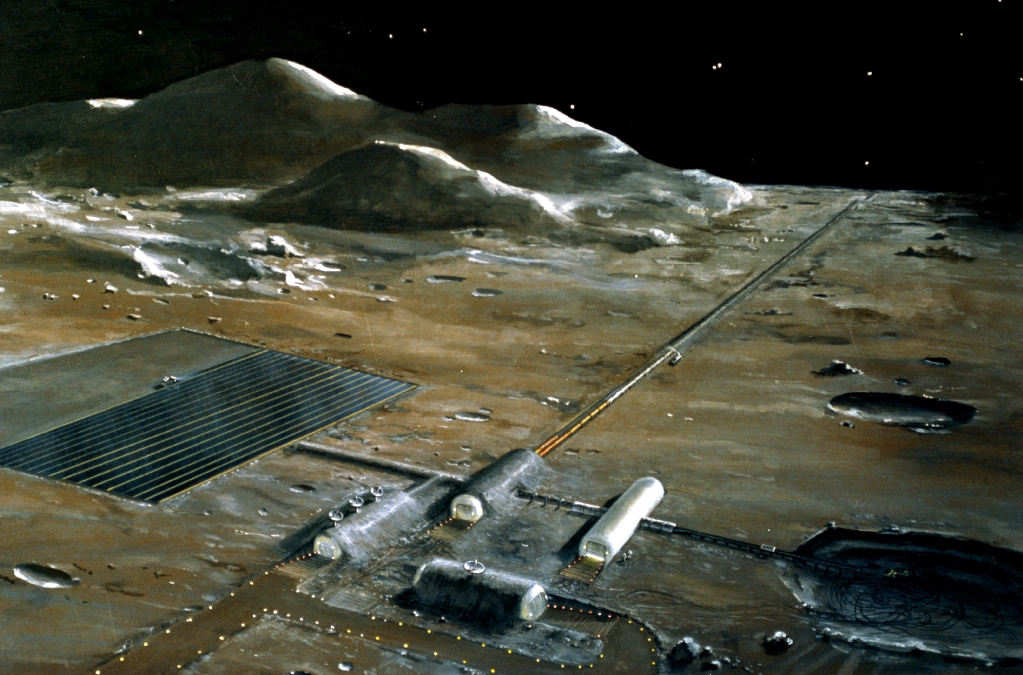
Электромагнитная катапульта для запуска с Луны. Эскиз.

Электромагнитная катапульта или ускоритель масс — установка для ускорения объектов с помощью электромагнитных сил. Для летательных аппаратов является альтернативой реактивному двигателю.
Принцип действия электромагнитной катапульты основан на ускорении объекта, движущегося по направляющей, с помощью магнитного поля. Скорость объекта при сходе с направляющей зависит от мощности магнитов и длины направляющей. При использовании электромагнитной катапульты для преодоления гравитации планет (например, для выведения искусственных спутников Земли и Луны) длина направляющей может достигать многих сотен километров.
Конечная скорость объекта может быть рассчитана по формуле:
{\displaystyle v={\sqrt {2La}}}
Где L — длина направляющих, a — ускорение, вызванное магнитным полем.
Например, для ускорения в 4g и длины 100 км получим скорость в 2828 м/с.
Теоретически, такие ускорители можно использовать для разгона грузов. В обозримом будущем можно думать только об установке электромагнитных катапульт на спутниках планет или на планетах с разреженной атмосферой (например, Марс).

## История
Первоначальная теория ускорителя масс появилась в 1897 году в научной фантастике «Поездка на Венеру» Джона Манро. Книга ссылается на ускоритель масс как на электромагнитную катапульту, которая описывается как большое количество катушек, использующихся для изменения намагниченности в подходящее время для получения ускорения снаряда. Ускорение может контролироваться до такой степени, что снаряд может выстреливать.
Первый прототип электронной катапульты появился в 1976 году как опытный образец: Mass Driver 1, построенный преимущественно в Массачусетском технологическом институте. Также большое количество прототипов было создано Институтом космических исследований США, чтобы доказать их свойства и практичность. Такая система может быть использована для движения космического корабля.

## Фиксированный ускоритель масс
Из-за гравитации Земли имеется много трудностей в создании качественного ускорителя. Например, в плотной атмосфере из-за сопротивления воздуха выстреленный катапультой объект будет замедляться. В то же время слишком высокоскоростной объект будет генерировать невыносимо высокое тепло под действием воздушного трения, поэтому трудно достичь первой космической скорости (7,9 км/с). По этим причинам планируется размещать ускорители с фиксированной массой на Луне и маленьких планетах без атмосферы.
Эти массовые проекторы, которые установлены на Луне или астероидах, в основном являются частью космического строительства. Например, план по созданию спутника космической колонии в точке Лагранжа включает в себя план запуска ресурса с Луны, чтобы настроить массовый проектор для запуска Луны.

## Ускоритель масс на космических аппаратах
Космический аппарат может нести катапульту в качестве своего основного двигателя. С подходящим источником электрической энергии (например, ядерный реактор) космический корабль мог бы затем использовать ускоритель для выстрела кусочками материи почти любого вида, отталкиваясь тем самым в противоположном направлении. В наименьшем масштабе массы, участвующей в реакции, этот тип тяги называется ионным двигателем.
Не существует абсолютного теоретического ограничения для размера, ускорения или дульной энергии линейных двигателей. Тем не менее, допустимы практические инженерные ограничения, такие как отношение мощности к массе, рассеивание отработанного тепла и потребление энергии, которое удобнее подавать и обрабатывать. Скорость выхлопа при этом должна быть не слишком низкой и не слишком высокой.
В зависимости от цели существуют ограничения оптимальной скорости выхлопа и удельного импульса для любого двигателя, зависящего от установленных на космическом корабле источников мощности. Напор и импульс от выхлопных газов за единицу выброшенной массы меняется линейно со скоростью (импульс = mv), в то время как кинетическая энергия и количество входящей энергии пропорционально квадрату скорости кинетическая энергия = +1⁄2 mv2). Слишком низкая скорость выхлопа может привести к чрезмерному увеличению массы топлива, необходимого в соответствии с уравнением ракеты при слишком высокой доле энергии поступающей на ускоритель топлива, которое ещё не использовалось. Более высокая скорость выхлопа имеет как преимущество, так и недостаток, повышая эффективность использования топлива (больше импульса на единицу массы выбрасываемого топлива), но уменьшая тягу и текущую скорость ускорения космического корабля, если доступная входная мощность постоянна (меньше импульса на единицу энергии, передаваемой ракетному топливу).
Поскольку электромагнитная катапульта может проецировать практически любую массу материала, он является идеальным выбором для дальнемагистральных космических аппаратов со стабильным источником питания. С ускорителем масс вы можете использовать любую массу, полученную во вселенной, в качестве топлива .
Поскольку выход электрической энергии намного более стабилен и стабилен, на этой стадии он спроектирован с использованием атомных космических аппаратов.
Недостаток этого космического корабля состоит в том, что проецируемый им материал будет продвигаться с очень опасной скоростью, что затруднит использование этого типа движителя на фиксированном канале. Соответствующая теория в настоящее время в основном основана на способности излучать только порошок. Но поскольку кинетическая энергия все ещё существует, воздействие на орбиту всё ещё существует. Более активной теорией является запуск массы со скоростью, превышающей третью космическую скорость, чтобы её можно было отделить от гравитационного круга Солнечной системы.

## Гибридный ускоритель масс
В качестве альтернативы, ускоритель с фиксированной массой проецирует движущую массу на космический корабль, а массовый проектор на космическом корабле запускает массу. В этом случае космическому аппарату не нужно находить качество самой проекции. Система также способна одновременно доставлять на космический аппарат другие полезные материалы, такие как топливо или ядерные источники в качестве источника электричества.